# 安娜·科克雷尔
安娜·科克雷尔（英語：Anna Cockrell，1997年8月28日—），美国女子田径运动员，主攻跨栏。她曾代表美国参加2019年泛美运动会田径比赛，获得一枚金牌和一枚银牌。她也参加了2020年夏季奥运会。